# Cerastes gasperettii
Cerastes gasperettii (лат.) —  ядовитый вид гадюки, обитающий, в основном, на Аравийском полуострове и распространённый к северу до Израиля, Ирака и Ирана. По внешнему виду она очень похожа на C. cerastes, но ареалы этих двух видов не пересекаются. Подвиды C. gasperettii не описаны.

## Этимология
Видовое название, gasperettii, дано в честь Джона Гасперетти, американского геодезиста, инженера и герпетолога, который добыл голотип этого вида.

## Описание
Средняя общая длина (включая хвост) C. gasperettii составляет 30–60 см, максимальная общая длина - 85 см. Самки обычно крупнее самцов. Считается, что рацион C. gasperettii, в основном, состоит из грызунов, а насекомые, особенно жуки, и ящерицы составляют менее значительный компонент их рациона.

## Ареал
На Аравийском полуострове C. gasperettii была обнаружена в Саудовской Аравии, Кувейте, Омане, Катаре, Объединенных Арабских Эмиратах и Йемене. Она встречается в долине Арава, расположенной на границе между южным Израилем и Иорданией, на восток через Иорданию и Ирак до провинции Хузестан на юго-западе Ирана.
Типовое местонахождение - «Беда Азан [23°41' северной широты, 53°28' восточной долготы], Абу-Даби» [Объединенные Арабские Эмираты].